# Cynohyaenodon
Cynohyaenodon és un gènere extint de mamífers hienodonts de la família dels hienodòntids que visqueren a l'Europa occidental durant l'Eocè mitjà i superior, fa entre 33,9 i 41 milions d'anys. Se n'han trobat restes fòssils a França i Suïssa. Eren animals carnívors o carronyaires, amb dents aptes per esquinçar carn i esclafar ossos. Es calcula que devien pesar uns 3 kg i tenir una llargada de cap a gropa d'uns 50 cm. L'espècie C. cayluxi tenia un quocient d'encefalització comparable al de Vulpavus palustris. El nom genèric Cynohyaenodon significa ‘dent de hiena de gos’.